# کینتانا ردندا
کینتانا ردندا (به اسپانیایی: Quintana Redonda) یک دهستان در اسپانیا است که در سریا واقع شده‌است.

## خصوصیات
کینتانا ردندا ۱۸۳ کیلومترمربع مساحت و ۵۶۴ نفر جمعیت دارد.